# 毀滅性武器
毀滅性武器是指在美國1934年制定的國家槍支管制法下的任何受限制的槍械或者爆炸裝置。例如手榴彈或者口徑超過0.5英寸的槍支，一些半自動霰彈槍也被納入其中。現在美國聯邦法例已經可以允許這些較大殺傷力武器銷售，但是在某些州份的法律條例依然禁止這類型武器流入民間市場。在這些被禁止銷售的州份只有執法人員或者是軍方才能擁有及使用。